# Назаров, Константин Васильевич (байдарочник)
Константин Васильевич Назаров (1933—2000) — советский спортсмен (гребля на байдарках). Мастер спорта СССР (1956). Заслуженный мастер спорта России (1993). Заслуженный работник культуры Карельской АССР (1983).

## Биография
Родился в крестьянской семье, карел.
В 1953 году семья переехала из Олонца в Петрозаводск. Трудился рабочим Петрозаводского линейно-технического узла связи. С 1955 года начал заниматься греблей на байдарке в спортивном обществе «Спартак» под руководством Константина Лукина. Позже на соревнованиях представлял ДСО «Буревестник».
В 1963 году окончил Ленинградскую школу тренеров. До 1969 года входил в сборную СССР.
В 1978 году окончил Карельский педагогический институт.
По завершении спортивной карьеры работал директором Петрозаводского плавательного бассейна.
Похоронен на Сулажгорском кладбище Петрозаводска.

## Спортивная карьера
- 1 бронзовая, 4 серебряные медали на чемпионатах Европы
- Девятикратный чемпион СССР, 5 серебряных, 4 бронзовых медали на чемпионатах СССР